# Philipp Dietrich (Waldeck)

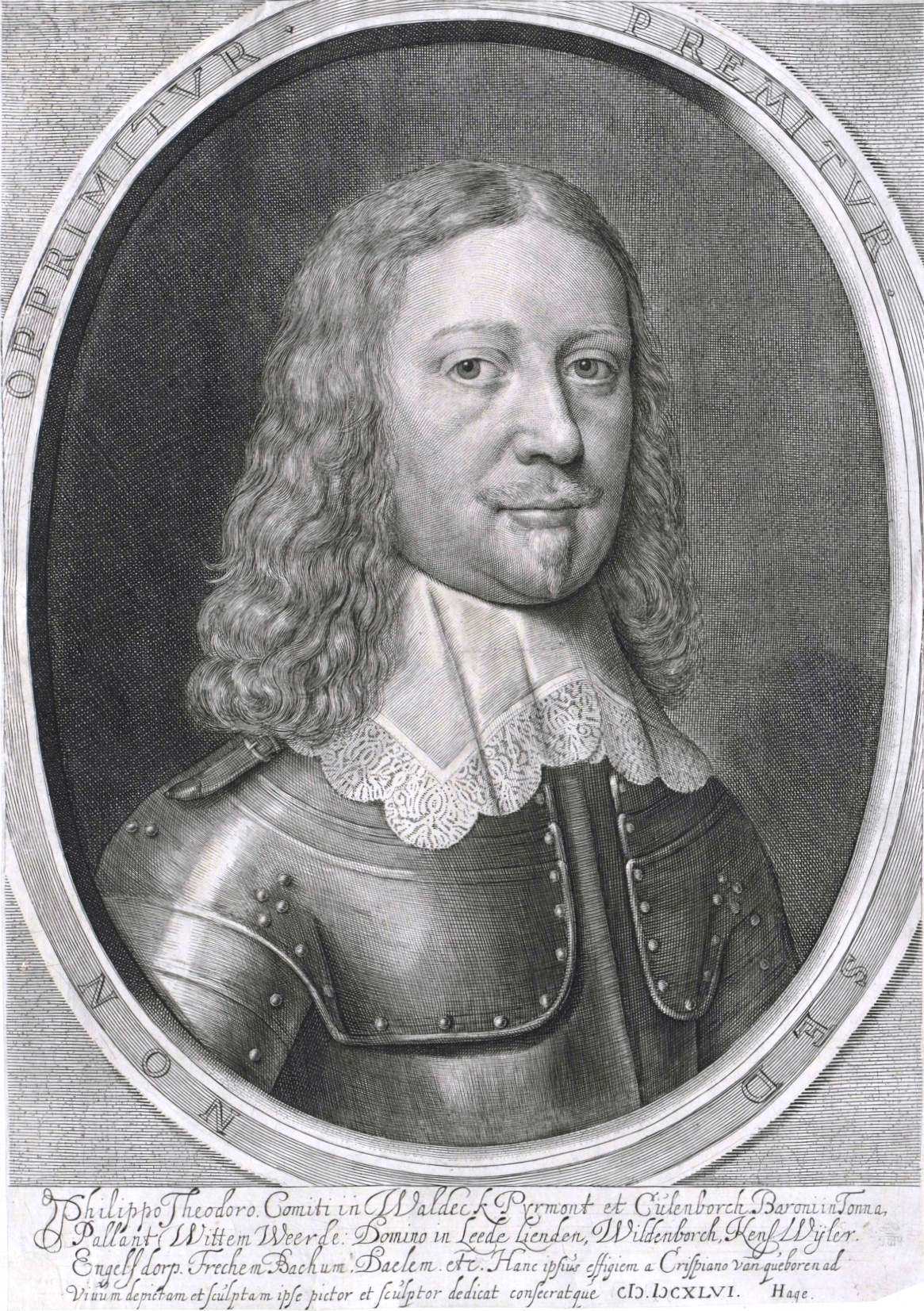
Philipp Theodor Waldeck

Philipp Dietrich (teilweise auch Philipp Theodor) (* 2. November 1614 in Arolsen; † 7. Dezember 1645 in Korbach) war ab 1640 Graf von Waldeck-Eisenberg.

## Familie
Er war Sohn des Grafen Wolrad IV. von Waldeck-Eisenberg und dessen Ehefrau Anna von Baden-Durlach, Tochter Jakobs III., Erbin der Herrschaft Cuylenburg in den heutigen Niederlanden. Damit entstammte er dem Haus Waldeck. Er selbst heiratete 1639 in Cuylenburg die Gräfin Maria Magdalena von Nassau-Siegen. Mit dieser hatte er drei Kinder, darunter sein Nachfolger Heinrich Wolrad. Ein weiterer Sohn, Florent Wilhelm, starb schon als Kind. Die Tochter Amalia Katharina wurde durch Heirat Gräfin von Erbach-Erbach.

## Leben
Aus dem Erbanspruch seiner Mutter erhielt Philipp Dietrich Kinzweiler, Engeldorf, Frechen und Bachem in der Eifel. Er machte verschiedene Reisen nach Frankreich und Italien und stand eine Zeitlang in niederländischen Militärdiensten.
Im Jahr 1639 starb Graf Florenz von Pallandt, der Inhaber der Herrschaften Culemborg, Werth, Wittem und Pallant. Durch seine Mutter erbte Philipp Dietrich diese Besitzungen. Er übernahm 1640 auch die Herrschaft über die Grafschaft Waldeck-Eisenberg. Er residierte teilweise auf der Burg Eisenberg, teilweise in Cuylenburg. Über Teile der Besitzungen in der Eifel kam es zu langwierigen juristischen Auseinandersetzungen. Schließlich wurden die waldeckischen Ansprüche abgefunden.